# 테드 러바인
테드 러바인(Ted Levine, 1957년 5월 29일 ~ )은 미국의 배우이다.

## 출연 작품
- 양들의 침묵
- 게이샤의 추억 - 데릭스 대령 역
- LA 폭동 - 톰 솔틴 역
- 힐즈 아이즈 - 빅 밥 카터 역
- 비겁한 로버트 포드의 제시 제임스 암살
- 아메리칸 갱스터 - 루 토박 역
- 셔터 아일랜드 - 워든 역
- 태양광 택시로 세계일주를 (나레이터)
- 싱글샷 - 세실 역
- 패스트 & 퓨리어스
- 쥬라기 월드: 폴른 킹덤 - 위틀리 역
- 더 리포트
- 탐정 몽크
- 붉은 기관차
- 탈주자